# 조셉 안소니

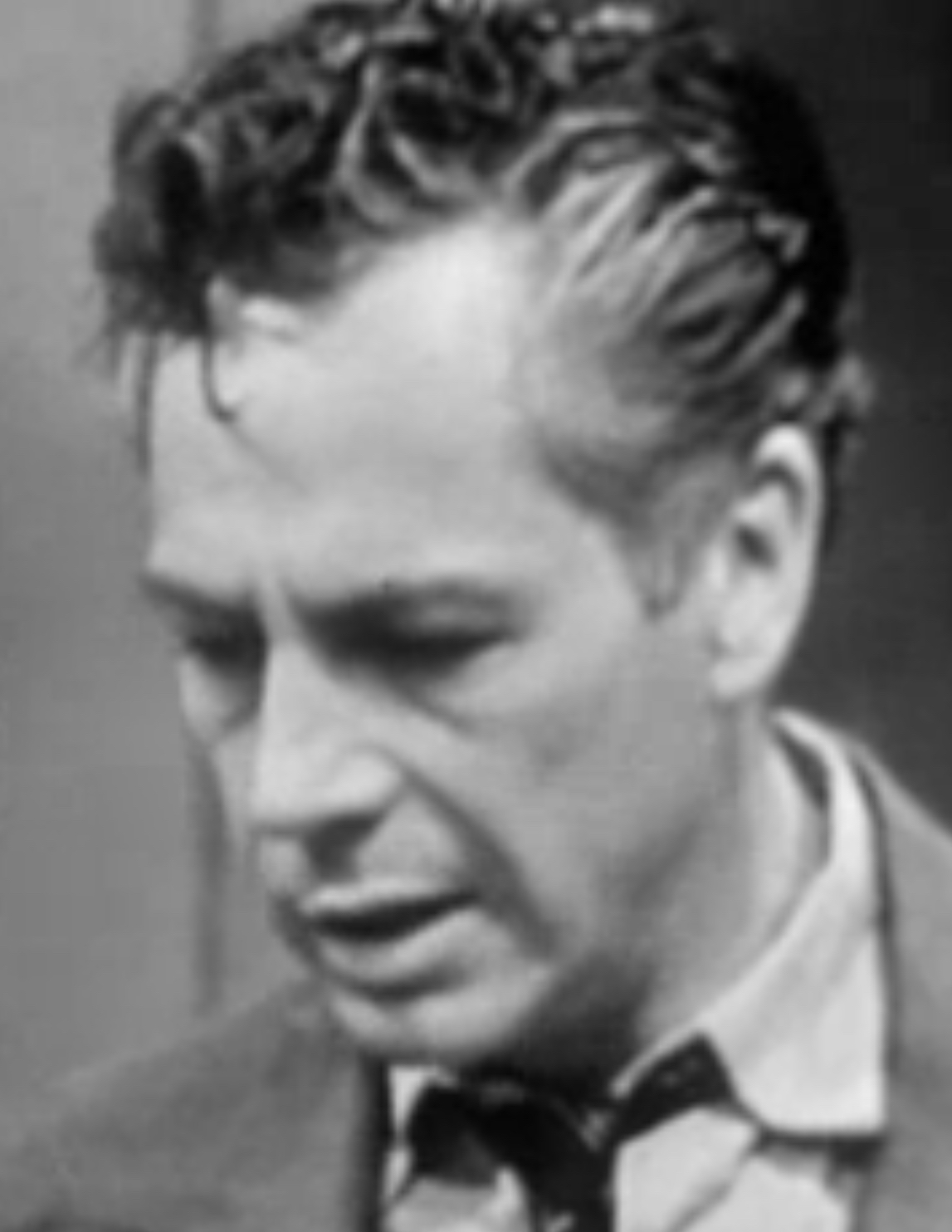

조셉 안소니(Joseph Deuster, 1912년 5월 24일 ~ 1993년 1월 20일)는 미국의 영화 감독, 극작가, 작가, 각본가, 연극 배우, 무대 연출가, 영화배우이다.
밀워키에서 태어났으며 하이애니스에서 사망하였다.

## 영화
- 스트레인지 씽스 해펀 앳 썬다운 (2003년)
- 톡시 묵시록 (2002년) - 본인 역
- 콘쿼드 시티 (1962년)
- 캐리어 (1959년)
- 레인메이커 (1956년)
- 서스펜스 (1949년)